# Antonov An-14
Antonov An-14 Pchelka (NATO oznaka Clod) Rusko: «Пчелка» oz. slovensko: «čebela» je dvomotorno 8-sedežno potniško letalo. Letalo je STOL utility kategorije in je zelo robustno. Prvi polet je opravil leta 1958 v serijski proizvodnji je bil med 1966–1972. Iz letala An-14 je bil kasneje razvit An-28, ki je še vednno v proizvodni. Letalo je bilo zelo preprosto za pilotiranje in so ga lahko leteli piloti po le parih urah brez težav. Letalo ima dvakrat Ivchenko AI-14RF kompresorsko polnjena radialna motorja z uplinjači z 300 konjskimi močmi vsak. Poleti lahko na 100 metrih pristane pa na 110 metrih.

## Uporabniki
Afganistan
- Operater 12ih letal 1985-1991

 Bolgarija
- Vojno letalstvo Bolgarije

 Nemška demokratična republika
- Vojno letalstvo Nemške demokratične republike

 Mongolija
- Vojno letalstvo Mongolije - operater 2 letal med 1970timi do 1980

 Gvineja
- Vojno letalstvo Gvineje

 Jugoslavija
- Letalski center Maribor -  civilni operator (za EM hidromontaža) strmoglavil 1967 YU-BCD

 Sovjetska zveza
- Vojno letalstvo Sovjetske Zveze
- Aeroflot

## Specifikacije(An-14)
Splošne karakteristike
- Posadka: 1–2
- Število sedežev: 8 potnikov
- Dolžina: 11,36 m (37 ft 3 in)
- Razpon kril: 22,00 m (72 ft 2 in)
- Višina: 4,63 m (15 ft 2 in)
- Površina kril: 39,7 m² (427.5 sq ft)
- Teža praznega letala: 2600 kg (5,732 lb)
- Naložena teža: 3450 kg (7,606 lb)
- Uporaben tovor: 720 kg (1,587 lb)
- Maks. vzletna teža: 3600 kg (7,937 lb)
- Pogon letala: 2 ×  , 300 KM (220 kW)  vsak

 Zmogljivost 
- Maks. hitrost: 210 km/h (130 mph, 110 kn)
- Potovalna hitrost: 180 km/h (110 mph, 97 kn)
- Hitrost porušitve vzgona: 56-70 km/h (30-38 kn)
- Doseg: 650 km (400 mi, 350 nmi)
- Višina leta: 5,000 m (16,000 ft)
- Hitrost vzpenjanja: 5,3 m/s (1043 fpm)